# 1728 en philosophie
Chronologie de la philosophie
- 1724
- 1725
- 1726
- 1727
- 1728
- 1729
- 1730
- 1731
- 1732

L’année 1728 a été marquée, en philosophie, par les événements suivants :

## Publications
- Francis Hutcheson (philosophe) : Essay on the Nature and Conduct of the Passions and Affections .

## Naissances
- 12 décembre à Milan : le comte Pietro Verri (mort à Milan le 28 juin 1797) est un philosophe, économiste, historien et écrivain italien.

## Décès
- 23 septembre : Christian Thomasius (né le 1er janvier 1655), était un juriste et philosophe allemand.